# Киликийски полуостров
Киликийския полуостров  е разположен в южната част на полуостров Мала Азия, част от територията на Турция. Вдава се в Средиземно море почти на 100 km между Мерсинския залив на изток и залива Анталия на запад. Дължина в основата около 280 km. Целият полуостров е зает от планината Ташели (връх Къзълдаг 2257 m), съставна част на планинската система Тавър. От голямата река Гьоксу се поделя на източна (по-малка) и западна (по-голяма) част. Други по-големи реки са Ламас, Каргъ и Алара. Приморските райони на полуострова са заети от маквисови горички, а планинските части – от широколистни и иглолистни гори. По-големите населени места са градовете Ердемли, Силифке, Анамур и Манавгат по крайбрежието, Мут е Ерменак във вътрешността.